# Konstantin Mielnikow

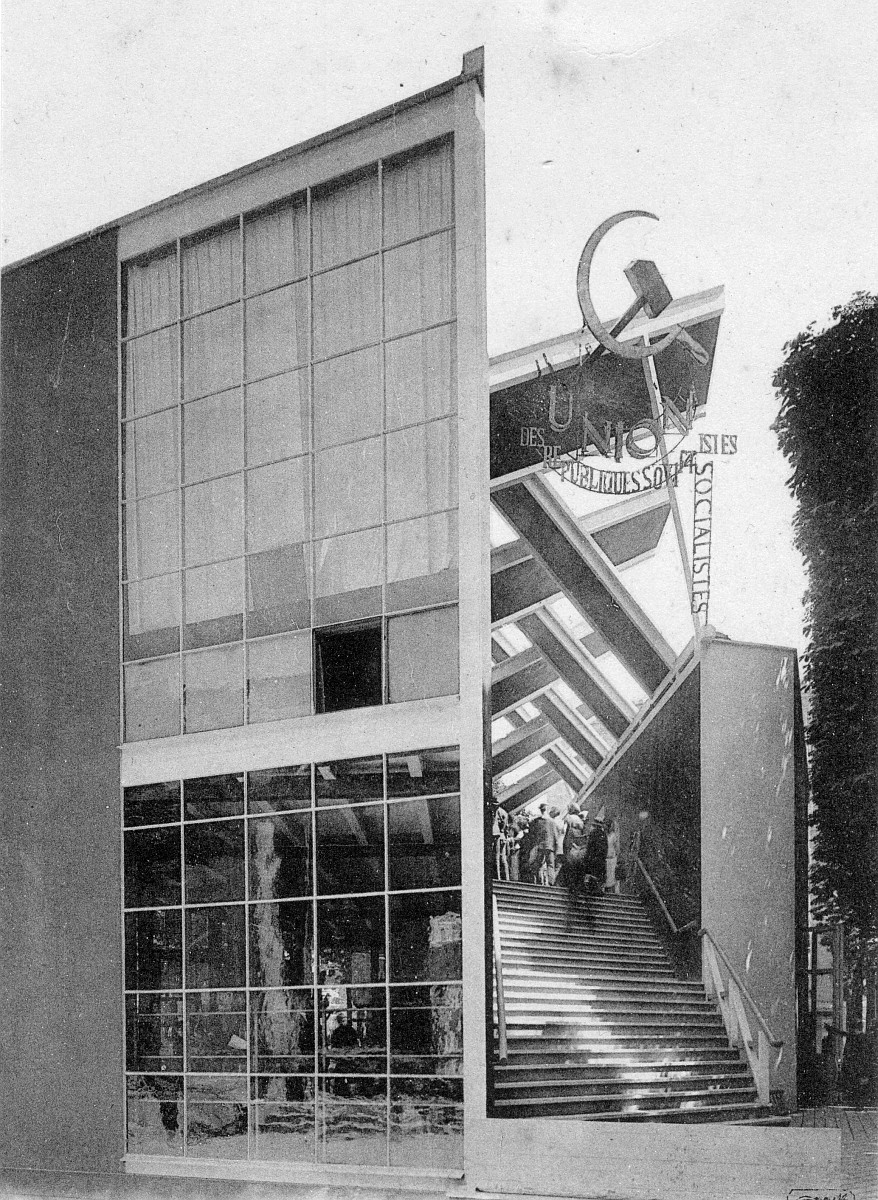
Pawilon ZSRR w Paryżu

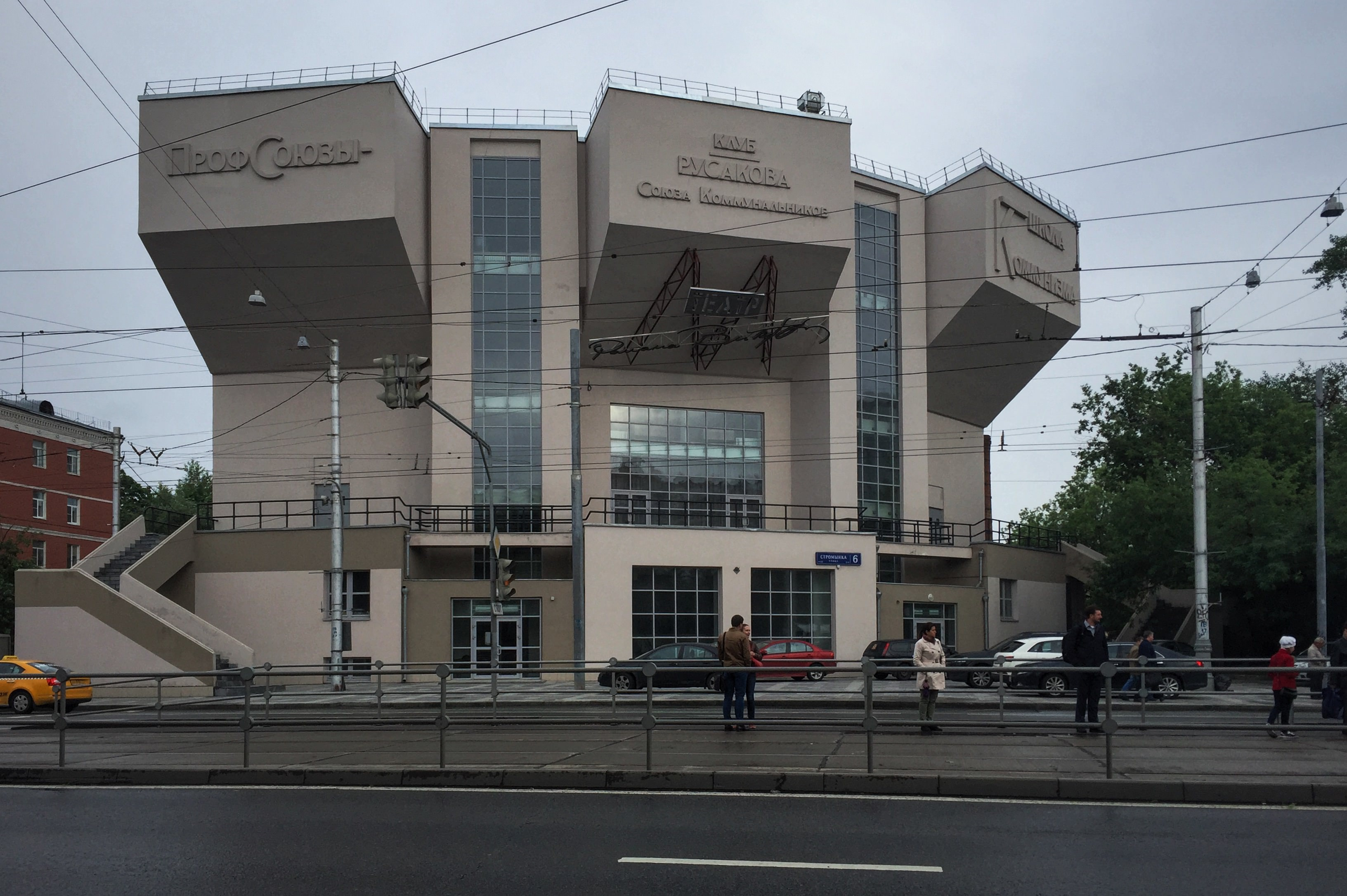
Dom kultury Rusakowa

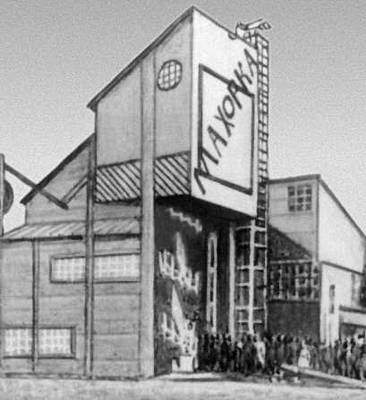
Pawilon Machorka

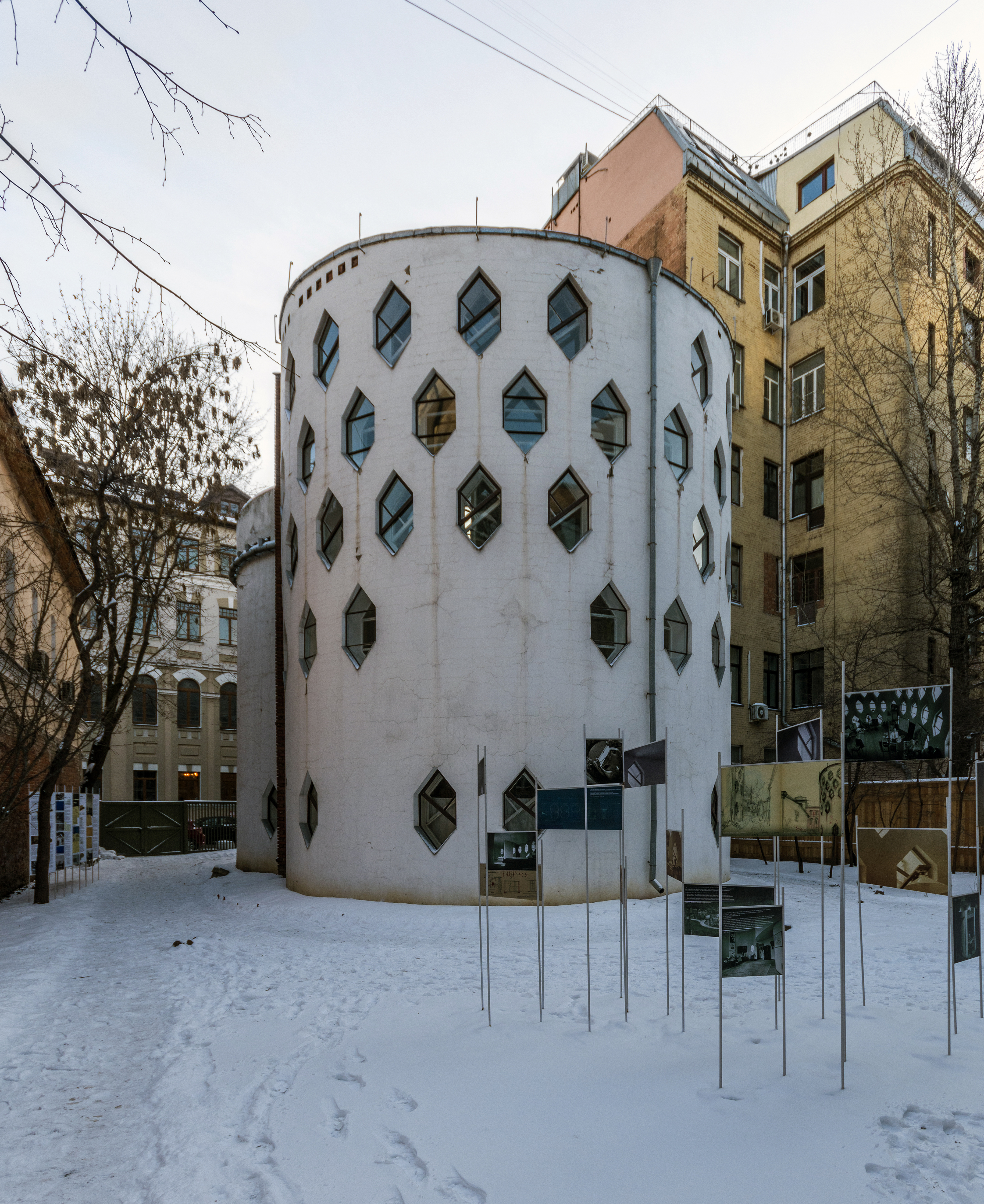
Dom własny Mielnikowa w Moskwie

Konstantin Stiepanowicz Mielnikow (ros. Константин Степанович Мельников, ur. 22 lipca?/3 sierpnia 1890 w Moskwie, zm. 28 listopada 1974 tamże) – rosyjski architekt modernistyczny i malarz, uważany za jednego z głównych przedstawicieli konstruktywizmu.

## Życiorys
Urodził się w rodzinie robotniczej, w 1902 ukończył szkołę cerkiewną. Następnie pracował jako goniec w przedsiębiorstwie transportowym. W 1905 dzięki pomocy zamożnego mecenasa rozpoczął naukę w Moskiewskiej Szkole Malarstwa, Rzeźby i Architektury, gdzie w 1914 uzyskał dyplom z dziedziny malarstwa i w 1917 z architektury. Pierwsze jego prace miały charakter klasycyzujący, np. wkład w projekt pierwszej rosyjskiej fabryki samochodów AMO, którą realizował w latach 1916–1918, w czasie rewolucji październikowej.
Zmiana jego stylu zbiegła się z jego powołaniem na Moskiewską Państwową Szkołę Artystyczno-Techniczną Wchutiemas (Вхутемас) w 1920. Międzynarodowe uznanie zdobył sobie pawilonem radzieckim na wystawie w Paryżu w 1925. Widoczne były w nim również wpływy twórczości Władimira Tatlina. Mimo wysokiego poziomu technicznego, który prezentował, często zarzucano jego projektom niedostatki funkcjonalne, gdyż często posiadały silnie abstrakcyjny i rzeźbiarski charakter.
W latach 1934–1937 wykładał w Moskiewskim Instytucie Architektury. W związku z nasiloną krytyką architektury nowoczesnej ze strony władz stalinowskich nie mógł dokończyć wielu swoich projektów i na wiele lat wycofał się z życia publicznego. Dopiero w 1964 wziął udział w konkursie na pawilon radziecki na Wystawę Światową w Montrealu w 1967.
Pochowany na Cmentarzu Wwiedieńskim w Moskwie.

## Główne dzieła
- Pawilon w rzymskim stylu, projekt, 1914
- Dom (projekt), 1915
- Cerkiew prowincjonalna w rosyjskim stylu, projekt, 1916
- Fasada fabryki AMO w Moskwie do projektu Kuzniecowa i Loleita, 1917
- Domy jednorodzinne, projekt, 1918
- Szpital psychiatryczny, projekt, 1918
- Osiedle robotnicze, projekt, 1919
- Rynek Burtyski w Moskwie, 1920
- Osiedle robotnicze przy ul. Sierpuchowskiej w Moskwie, projekt konkursowy ATOM, 1922
- Centrala ARKOS w Moskwie, 1923
- Pałac Pracy w Moskwie, 1923
- Pawilon Machorka w Moskwie, niezachowany, 1923
- Biurowiec Leningradzkiej Prawdy w Moskwie, projekt, 1923
- Pawilon radziecki na Międzynarodowej Wystawie Rzemiosła Artystycznego w Paryżu, 1925, drewniano-szklany budynek na rzucie dwóch trójkątów przedzielonych pasażem ze schodami, niezachowany
- Garaż autobusowy w Moskwie, 1926
- Pawilon ZSRR na wystawie w Salonikach, niezachowany, 1927
- Klub im. Zujewa w Moskwie, projekt, 1927
- Klub Fabryki im. Frunzego w Moskwie, 1927
- Dom własny Mielnikowa w Moskwie (Kriwoarbackij Pierieułok 10), 1927-1929 55°44′52,82″N 37°35′22,04″E/55,748006 37,589456
- Dom kultury im. I. Rusakowa w Moskwie, 1927-1929
- Klub „Kauczuk”, 1927-1928
- Klub fabryki „Prawda” w Dulewie, 1927
- Klub „Burwiestnik” w Moskwie, 1928
- Pomnik Krzysztofa Kolumba w San Domingo, projekt, 1929
- Garaż przy ul. Noworjazańskiej w Moskwie, 1929
- „Zielone Miasto” koło Moskwie, 1930
- odbudowa Teatru Kameralnego w Moskwie, niezachowany, 1930
- Wojskowa Akademia im Frunze (2 warianty, projekt), 1930
- Teatr MOSPs w Moskwie, projekt, 1930
- Przebudowa Pałacu Arbatskiego w Moskwie, projekt, 1931
- Przebudowa Placu Teatralnego w Moskwie, projekt, 1932
- Szkoła w Moskwie, 1932
- Przebudowa nabrzeża rzeki w Moskwie, 1932
- Biurowiec „Narkomtiazprom” w Moskwie, 1932
- Garaż „Inturistu”, opracowanie fasady, 1933-1936
- Osiedle w Moskwie, projekt, 1935
- Przebudowa Łużnik w Moskwie, projekt, 1935
- Pawilon ZSRR na wystawie w Paryżu, projekt, 1937
- Szpital w Moskwie, projekt, 1937
- Ciąg pieszy w Moskwie, projekt, 1938
- Łaźnia rosyjska, projekt, 1944
- Dacza, projekt, 1945
- Wnętrze Miasokombinatu w Moskwie, 1947
- Brama w siedzibie Związku Architektów Radzieckich, Sucharewo, projekt, 1947
- Wnętrze Domu Towarowego w Sarnatowie, 1951
- Stacja Tarktorów w Wołkołamsku, projekt, 1954
- Pomnik 300-lecia Rosji i Ukrainy, projekt, 1954
- Mauzoleum Lenina i Stalina w Moskwie, projekt, 1955
- Pałac Rad w Moskwie, projekt, 1958
- Pawilon ZSRR na wystawie w Nowym Jorku, projekt, 1962
- Teatr Dziecięcy, projekt, 1967
- Pawilon „Machorka” (przemysłu tytoniowego) na Wszechrosyjskiej Wystawie Przemysłowej, 1923
- Sarkofag Lenina, 1924